# Stora Köpinge landskommun
Stora Köpinge landskommun var en tidigare kommun i dåvarande Malmöhus län.

## Administrativ historik
Kommunen bildades i Stora Köpinge socken i Herrestads härad i Skåne när 1862 års kommunalförordningar trädde i kraft.
Vid kommunreformen 1952 uppgick kommunen i Herrestads landskommun som uppgick 1971 i Ystads kommun.

## Politik

### Mandatfördelning i Stora Köpinge landskommun 1938-1946
| 12 | 6 | 3 |

| 21 |

| 12 | 9 |

| 20 |

| 12 | 9 |

| 19 |